# 中国科学院分子细胞科学卓越创新中心
中国科学院分子细胞科学卓越创新中心（英語：Center for Excellence in Molecular Cell Science, Chinese Academy of Sciences，简称分子细胞卓越中心）是位于中华人民共和国上海的一家科学研究机构，研究所主要关注于生命科学基础研究。中国科学院“率先行动”计划将生化与细胞所定位为卓越创新中心。
目前研究所拥有近500人的研究人员，其中中国科学院院士10人，正高级科技人员78人，副高级科技人员95人。

## 历史

### 中国科学院上海生物化学研究所
- 1944年12月，中央研究院医学研究所（筹备处）在重庆成立，林可胜任主任，冯德培任代理主任[9]。
- 1946年，医学研究所（筹备处）搬至上海。
- 1949年5月，中国共产党占领上海。此时医学研究所（筹备处）包括生理、生物化学和有机化学三个研究室。
- 1950年，医学研究所（筹备处）调整为中国科学院生理生化研究所。
- 1958年，中国科学院生理生化研究所的生理部分和生物化学部分分开成为独立的中国科学院上海生理研究所和中国科学院上海生物化学研究所。

### 中国科学院上海细胞生物学研究所
- 1950年8月，以中央研究院植物研究所部分、中央研究院动物研究所部分、北平研究院生理学研究所和北平研究院动物学研究所部分为基础，在上海成立中国科学院实验生物研究所[10]，由植物生理研究室、昆虫研究室和发生生理学研究室组成。
- 1953年，植物生理研究室独立为中国科学院上海植物生理研究所，昆虫研究室独立为中国科学院昆虫研究所[10]（1962年并入中国科学院动物研究所[10][11]）。
- 1955年，抽调人员筹建中国科学院生物物理研究所[12]。
- 1978年，更名为中国科学院上海细胞生物学研究所。

### 合并
2000年5月，原中国科学院上海生物化学研究所与原中国科学院上海细胞生物学研究所合并成立中国科学院生物化学与细胞生物学研究所。

## 研究领域
主要科研机构有分子生物学国家重点实验室、细胞生物学国家重点实验室、中科院生物学重点实验室、国家蛋白质科学中心等。

## 成果
- 人工全合成结晶牛胰岛素[14][15][16]
- 人工全合成酵母丙氨酸转移核糖核酸[17][18]

| 获奖年度 | 项目名称                                             | 获奖类别                   | 链接                   |
| -------- | ---------------------------------------------------- | -------------------------- | ---------------------- |
| 2001     | 氨基酰-tRNA合成酶及其与相关tRNA的相互作用            | 国家自然科学奖（二等）     | （页面存档备份，存于） |
| 2002     | 重组人表皮生长因子研制及临床应用                     | 国家科学技术进步奖（二等） | （页面存档备份，存于） |
| 2005     | 核糖体失活蛋白与核糖体RNA结构与功能的研究            | 国家自然科学奖（二等）     | （页面存档备份，存于） |
| 2007     | G蛋白偶联受体信号与其它细胞信号通路间的对话机制      | 国家自然科学奖（二等）     | （页面存档备份，存于） |
| 2008     | 精子在附睾中成熟的分子基础研究                       | 国家自然科学奖（二等）     | （页面存档备份，存于） |
| 2013     | DC细胞活化调控与Th细胞分化机制在免疫相关疾病中的研究 | 国家自然科学奖（二等）     | （页面存档备份，存于） |
| 2023     | 环形RNA生成和功能机制的研究                          | 国家自然科学奖（二等）     | （页面存档备份，存于） |
| 2023     | T细胞免疫的触发机制                                  | 国家自然科学奖（二等）     | （页面存档备份，存于） |

## 历任所长[19]

### 原上海生物化学研究所
- 王应睐（1958年-1984年）
- 林其谁（1984年-1995年）
- 李伯良（1995年-2000年）

### 原上海细胞生物学研究所
- 贝时璋（1950年-1957年）
- 朱洗（1958年-1962年）
- 庄孝僡（1965年-1984年）
- 王亚辉（1984年-1991年）
- 郭礼和（1991年-2000年）

### 原生物化学与细胞生物学研究所
- 李伯良（2000年-2002年）
- 李林（2004年-2009年）
- 林安宁（2009年-2014年）
- 刘小龙（2014年-2019年）

### 分子细胞科学卓越创新中心
- 刘小龙（2019年-）